# Sclerogibbidae
Sclerogibbidae (лат.) — осы подотряда стебельчатобрюхие отряда перепончатокрылые насекомые.

## Биология
Мелкие осовидные перепончатокрылые насекомые коричневого или чёрного цвета (длина около 3 мм). В нитевидных усиках от 14 до 39 члеников. Самки бескрылые, самцы крылатые. Паразитоиды личинок эмбий Embiidina (Embioptera).

## Распространение
Всемирное, в том числе Средняя Азия и Южная Африка.

## Палеонтология
В ископаемом состоянии известно четыре вида — по одному из ливанского и бирманского янтарей, и два — из доминиканского янтаря.

## Классификация
Около 15 видов.
- Caenosclerogibba  Yasumatsu, 1958 (Мадагаскар, Эквадор, Мексика, Китай, Индия, Япония, Непал, Йемен)
  - Caenosclerogibba longiceps  (Richards, 1958)
  - Caenosclerogibba probethyloides  Olmi, 2005
- Parasclerogibba  (Hamann, 1958)
  - Parasclerogibba erythrothorax
- Poggiana  Argaman, 1993, или с 2006 синоним Sclerogibba
  - Poggiana pilosella Argaman, 1993
- Probethylus  Ashmead, 1902 (Неарктика, Неотропика, Афротропика)
  - Probethylus brandaoi  Penteado-Dias et van Achterberg, 2002[2]
  - Probethylus callani  Richards, 1939
  - Probethylus poinari  Olmi, 2005 — доминиканский янтарь
  - Probethylus schwarzi  Ashmead, 1902
  - Probethylus mexicanus  Richards, 1939
- †Pterosclerogibba  Olmi, 2005
- †Pterosclerogibba antiqua  Olmi, 2005 — доминиканский янтарь
- Sclerogibba  Riggio & Stefani-Perez, 1888
  - Sclerogibba africana  (Kieffer, 1904)
  - Sclerogibba algerica  Benoit, 1963
  - Sclerogibba berlandi  Benoit, 1963
  - Sclerogibba crassifemorata  Riggio & De Stefani-Perez, 1888
  - †Sclerogibba cretacica — бирманский янтарь, Мьянма[1]
  - Sclerogibba dissimilis  Stefani, 1956
  - Sclerogibba impressa  Olmi, 2005
  - Sclerogibba madegassa  Benoit, 1952
  - Sclerogibba magrettii  Kieffer, 1913
  - Sclerogibba mancinii  (Masi, 1933)
  - Sclerogibba rapax  Olmi, 2005
  - Sclerogibba rossi  Olmi, 2005
  - Sclerogibba rufithorax  (Cameron, 1904)
  - Sclerogibba talpiformis  Benoit, 1950
  - Sclerogibba transitoria  Dessart, 1982
  - Sclerogibba turneri  Richards, 1939
  - Sclerogibba vagabunda  (Bridwell, 1919)
- †Sclerogibbodes  Engel & Grimaldi, 2006 (†Sclerogibbodinae)
  - †Sclerogibbodes embioleia  Engel & Grimaldi, 2006 — меловой период, янтарь, Ливан[3]

Ранее описанный в этом семействе род Protosclerogibba  Olmi, Marletta, Guglielmino & Speranza, 2016 в 2019 году был синонимизирован с дорожной осой Herpetosphex Arnold, 1940 (Pompilidae), а вид Protosclerogibba australis  Olmi, Marletta, Guglielmino & Speranza, 2016 соответственно с видом Herpetosphex staphylinoides  Arnold, 1940.